# Eliza McCartney
Eliza McCartney (Auckland, 11 december 1996) is een Nieuw-Zeelandse atlete, gespecialiseerd in het polsstokhoogspringen. Ze vertegenwoordigde haar vaderland op de Olympische Spelen van 2016 in Rio de Janeiro en veroverde bij die gelegenheid een bronzen medaille.

## Carrière

### Eerste successen
McCartney, afkomstig uit en gezin waarvan de vader had hooggesprongen en de moeder had geturnd, startte zelf in 2011 op veertienjarige leeftijd met polsstokhoogspringen. In 2012 werd zij nationaal U18-kampioene en middelbare schoolkampioene van Nieuw-Zeeland. In 2013 verbeterde zij het Nieuw-Zeelandse jeugdrecord in deze discipline en deed zij haar eerste internationale ervaring op door deel te nemen aan de wereldkampioenschappen U18 in Donetsk, waar zij vierde werd. Een jaar later veroverde zij haar eerste internationale medaille door zich op de WK U20 in Eugene met een sprong over 4,45 m het brons toe te eigenen. 

### Nationaal record en olympisch brons
In 2015 legde McCartney op de Zomeruniversiade in Gwangju beslag op de zilveren medaille. Vervolgens veroverde zij in 2016 bij het polsstokhoogspringen haar eerste nationale seniorentitel met een sprong over 4,80 m, een nationaal record, alvorens af te reizen naar Portland in de Verenigde Staten, waar de Nieuw-Zeelandse deelnam aan de wereldindoorkampioenschappen. Op dit toernooi eindigde ze als vijfde. Later dat jaar, tijdens de Olympische Spelen in Rio de Janeiro, veroverde McCartney de bronzen medaille achter Ekaterini Stefanidi en Sandi Morris, die beiden over 4,85 m sprongen. Zelf evenaarde zij haar eigen nationale record van 4,80 m. Ze was op dat moment 19 jaar en 252 dagen oud en hiermee de jongste winnares van een olympische medaille ooit bij het polsstokhoogspringen.

### Oceanisch record
In 2017 verbeterde McCartney reeds in februari haar eigen nationale record tot 4,82 m, waarmee zij tevens het Oceanische record op haar naam zette. De maand erna prolongeerde zij haar Nieuw-Zeelandse titel. Later in het jaar kwam zij bij de WK in Londen niet uit de verf en bleef zij met een beste sprong van 4,55 m op een negende plaats steken.

### Tweede op de wereldranglijst
De WK indoor in Birmingham was begin maart 2018 het eerste grote evenement waaraan McCartney deelnam. Haar daar gesprongen 4,75 m was zeker niet onverdienstelijk, maar er werd door de concurrentie ronduit uitstekend gesprongen, waardoor de Nieuw-Zeelandse toch nog naast het podium belandde. Sandi Morris won met 4,95 m, een toernooirecord, gevolgd door de Russische Anzjelika Sidorova met 4,90 m en Ekaterini Stefanidi, die 4,80 m bedwong. Vervolgens was zij een maand later present op de Gemenebestspelen in Gold Coast, Australië, waar zij met 4,70 m tweede werd achter de Canadese Alysha Eveline Newman, die met 4,75 m een nationaal record vestigde. Meer grote toernooien waren er niet dat jaar. Dat weerhield McCartney er echter niet van om in de loop van het seizoen naar een grootse vorm toe te groeien. In juni verbeterde zij bij een wedstrijd in Mannheim, Duitsland, haar beste persoonlijke prestatie eerst naar 4,86 m, om er kort daarna zelfs 4,92 m van te maken. Nog geen maand later kwam zij bij een straattoernooi in het Duitse Jockgrim zelfs tot 4,94 m, een nationaal en Oceanisch record. Met deze prestatie stond zij nu tweede op de wereldjaarranglijst, vlak achter Sandi Morris met haar reeds gememoreerde 4,95 m.

### Comeback na tegenvallende jaren
Over 2019 valt weinig te melden. Nadat McCartney het jaar goed was begonnen door reeds in januari bij de eerste de beste wedstrijd in eigen land over 4,85 m te springen, werd het lang stil rond de Nieuw-Zeelandse. Pas in augustus liet zij zich weer zien bij een tweetal wedstrijden in de Diamond League-reeks, de Meeting de Paris en de Weltklasse Zürich, maar bij beide gelegenheden haalde zij haar aanvangshoogte niet. Vervolgens werd in 2020 het wedstrijdgebeuren praktisch lamgelegd door de coronapandemie, waarna Mc Cartney in 2021 een ernstige achillespeesblessure opliep, die haar liefst twee jaar aan de kant hield. Pas in 2023 kon zij weer vrijuit springen, wat haar eerst haar derde nationale titel opleverde, waarna zij later in het jaar, bij een wedstrijd in Luxemburg op 30 juli, met een sprong over 4,85 m liet zien, dat zij bij het polsstokhoogspringen op haar oude niveau was teruggekeerd. Op de WK in Boedapest slaagde zij er echter niet in om over haar aanvangshoogte te springen, zodat zij haar comeback niet met een goed WK-resultaat wist te onderbouwen.
Des te groter haar vreugde, toen McCartney begin 2024 bij de WK indoor in Glasgow weer wél om de medailles kon meestrijden en uiteindelijk met een sprong over 4,80 m het zilver veroverde. Alleen de verrassende Britse Molly Caudery bleef haar voor, overigens eveneens met een sprong over 4,80 m. Het was de beste WK-prestatie van de Nieuw-Zeelandse, die veertien dagen later, terug in eigen land, haar vierde nationale titel veroverde.

## Titels
- Nieuw-Zeelands kampioene polsstokhoogspringen - 2016, 2017, 2023, 2024

## Persoonlijke records
| Onderdeel                      | Hoogte      | Datum            | Plaats   |
| ------------------------------ | ----------- | ---------------- | -------- |
| polsstokhoogspringen (outdoor) | 4,94 m (AR) | 17 juli 2019     | Jockgrim |
| polsstokhoogspringen (indoor)  | 4,84 m      | 10 februari 2024 | Liévin   |

## Palmares

### Polsstokhoogspringen
Kampioenschappen
- 2013: 4e WK U18 - 4,05 m
- 2014:  WK U20 - 4,45 m
- 2015:  Universiade - 4,40 m
- 2016:  Nieuw-Zeelandse kamp. - 4,80 m
- 2016: 5e WK indoor - 4,70 m
- 2016:  OS - 4,80 m
- 2017:  Nieuw-Zeelandse kamp. - 4,55 m
- 2017: 9e WK - 4,55 m
- 2018: 4e WK indoor - 4,75 m
- 2018:  Gemenebestspelen - 4,70 m
- 2023:  Nieuw-Zeelandse kamp. - 4,61 m
- 2023: NM WK
- 2024:  WK indoor - 4,80 m
- 2024:  Nieuw-Zeelandse kamp. - 4,70 m